# 华林寺祖师墓群
华林寺祖师墓群，位于中国广东省广州市白云区白云山二龙谷，为广州市的一个市、县级文物保护单位，类型为古墓葬，公布时间为2002年7月。
华林寺祖师墓群的历史年代为明－清。